# Gáspár László (erdész)
Gáspár László (1969–) erdész, vadász, erdészeti–vadászati szakíró, a Magyar Mezőgazdasági Múzeum munkatársa.

## Élete
Sopronban tanult az erdészeti szakközépiskolában, majd faipari mérnöki és vadgazdálkodási szakmérnöki diplomát szerzett. Tanszéki mérnökként dolgozott a Soproni Erdészeti és Faipari Egyetem Vadgazdálkodási Tanszékén. 1994 nyarán egy hónapos mongóliai tanulmányúton vett részt, ahol magas hegységi vadfajok (argali, kőszáli kecske) élőhelyének vizsgálata, valamint az ország természeti, biológiai, kulturális kincseinek és nevezetességeinek megismerése szerepelt céljai között.
1997-ben szülőföldjére, Zemplénbe tért vissza. Ezt követően hosszabb időn át dolgozott itt, az Északerdő Zrt. Tállyai erdészetének vezető vadászaként. 2020-tól a Magyar Mezőgazdasági Múzeum Erdészeti és Faipari Gyűjteményének és Vadászati Gyűjteményének felelőse. Kurátorként részt vett a Magyar Mezőgazdasági Múzeum szakembereinek közreműködésével rendezett, az „Egy a Természettel” Vadászati és Természeti Világkiállítás (Budapest, 2021. szeptember 25. – október 14.) trófeacsarnokában bemutatott „Hazai rekordok” trófeakiállítás létrehozásában.
Agrárgazdasági és agrár-vidékfejlesztési szakértői engedéllyel is rendelkezik.
Rendszeresen ír cikkeket vadászati folyóiratokba és tart szakmai előadásokat.

## Művei
- Kiváló bak a Cserehátból. In: Nimród Vadászújság, 2015/7.
- Kutyá(tlan)ul érzem magam. In: Hunor, 2021. márc., 48–49. o.
- Muflongerinc fenyőmagpralinéval (Zempléni muflon az Őrségből). In: Hunor, 2021. ápr., 47. o.
- Vannak még csodák – avagy egy rókadublé története. In: Hunor, 2021. máj., 26–27. o.
- Három patron. In: Hunor, 2021. jún., 46–47. o.
- A földi kenyér. In: Magyar Mezőgazdasági Múzeum blog, 2021. aug. 10.
- Szarvasbőgés és erdőgazdálkodás. In: Magyar Mezőgazdaság, 2021. szept. 29., 58–59. o.
- A fának szenítéséről… In: Erdőgazdaság és faipar, 2022. júl., 2–3. o. (a Magyar Mezőgazdaság 2022. júl. 13-i számának melléklete)
- Létfenntartó ösztönből felejthetetlen emlék. In: Magyar Mezőgazdasági Múzeum blog, 2022. nov. 24.
- 100 éve született Dr. Firbás Oszkár. In: Magyar Mezőgazdasági Múzeum blog, 2023. jún. 23.
- Változások az erdőgazdálkodásban a két világháború között. In: Mezőgazdaságtörténeti Tanulmányok 15., Magyar Mezőgazdasági Múzeum, Budapest, 2024, 193-209. o.
- A magyar erdők és erdészeti kultúra ünnepe. In: Magyar Mezőgazdasági Múzeum blog, 2025. máj. 14.

## Előadásai
2020. október 20-án részt vett a Mezőgazdasági Múzeum által tartott II. Agrár-szakmuzeológus képzésben előadóként (Nagyító alatt. A Magyar Mezőgazdasági Múzeum erdészeti kiállítása egy erdész szemével).
2021. szeptember 3-án a Manna FM Rádióban beszélt a Vadászat és vadászfegyverek Magyarországon című Magyar Mezőgazdasági Múzeumban rendezett kiállításról. Szeptember 26-án a Hír TV Zöldövezet című műsorában szintén a kiállítást mutatta be.
2021. szeptember 24-én A trófea szerepe a vadászatban – Rövid történeti áttekintés a trófea szerepéről az őskortól napjainkig és Vadászati rítusok, babonák, hiedelmek címmel tartott előadást a Kutatók Éjszakáján. Szakmailag lektorálta a Magyar Mezőgazdasági Múzeum által készített Virtuális séta Erdészet című állandó kiállításunkban alkalmazást.
2021. november 15-én a Magyar Tudományos Akadémia és a Magyar Mezőgazdasági Múzeum által közösen szervezett Az agrárium útkeresése Közép-Európában a két világháború között témájú nemzetközi konferencián előadást tartott Az erdőgazdálkodásban történt változások a két világháború között címmel.
2023. október 4-én az Erdők hete országos rendezvénysorozat keretén belül növénytani sétát tartott a Széchenyi-szigeten.
2023. december 6-án a Magyar Mezőgazdasági Múzeum és Könyvtár Mezőgazdasági Könyvtárban a Magyar Tudós Tárlat – (M)értékteremtő nagyjaink rendezvénye keretében A magyar erdészeti kutatás egyik nagy alakja: Roth Gyula címmel előadást tartott.
2024. szeptember 27-én Erdei mellékhaszonvételek a XIX.–XX. századból címmel tartott előadást a Kutatók Éjszakáján.